# Álomból ébredve
Az Álomból ébredve a magyar Bikini együttes 2002-ben megjelent, tizenkettedik nagylemeze.
Ezen az albumon szerepelt utoljára az együttes billentyűseként Gallai Péter. A hangszerelés tekintetében vannak kísérletező hangvételű dalok, egyszerre használják a dobgépet és a dobokat is (mint például az "Ugyanaz a cirkusz" című dalban). A "Vízió" című számban Szendrei Zsolt Szasza rapbetétje hallható.

## Számok listája
| #  | Cím               | Szerzők                                    | Hossz |
| -- | ----------------- | ------------------------------------------ | ----- |
| 1  | Nem ér a nevem    | Németh Alajos - Ványi Tamás                | 4:42  |
| 2  | Rá se ránts       | Németh Alajos - Ványi Tamás                | 5:00  |
| 3  | Valaki kéne       | Németh Alajos - Ványi Tamás                | 4:20  |
| 4  | Kinéz a szerelem  | Németh Alajos - Ványi Tamás                | 4:48  |
| 5  | Vízió             | Németh Alajos - D. Nagy Lajos              | 5:19  |
| 6  | Látom a szemeden  | Németh Alajos - Jantyik Zsolt              | 2:15  |
| 7  | Ugyanaz a cirkusz | Németh Alajos - Dévényi Ádám               | 5:42  |
| 8  | Árnyak és színek  | Németh Alajos - D. Nagy Lajos, Ványi Tamás | 4:18  |
| 9  | Álomból ébredve   | Németh Alajos - D. Nagy Lajos              | 4:00  |
| 10 | Tavasz            | Németh Alajos - D. Nagy Lajos              | 6:20  |

## Közreműködtek
- D. Nagy Lajos (ének, vokál)
- Németh Alajos (basszusgitár, szintetizátor)
- Daczi Zsolt (gitár)
- Mihalik Viktor (dob)
- Makovics Dénes (szaxofon)
- Gallai Péter (szintetizátor)
- Czerovszky Henriett (vokál)
- Szendrei Zsolt (rap)
- Fülöp Csaba (borítóterv és fényképek)